# 津和地島
津和地島（つわじじま）は、愛媛県松山市に属する島。忽那諸島（くつなしょとう）の一部で、有人島の内では最も北西にあり、山口県、広島県に近い島である。

## 地理

### 位置・地形
東西に島が連なる忽那諸島の一島。東の怒和島との間には津和地瀬戸が広がるが、怒和島の元怒和の集落とは目と鼻の先である。北は広島湾に面する。南は伊予灘に面し二子瀬戸をはさみ沖合に二神島とそれらの属島群が、さらに沖合には由利島が浮かぶ。西に情島・諸島（山口県周防大島諸島）との間は諸島水道で隔てられ、山口県との県境をなす。属島として北に小児島（ここじま）、流児島（ながれこじま）、西に竹ノ子島を擁する（いずれも無人島）。
最も高い山でも163ｍと険しい山はない。
- 周囲 12 km
- 面積 2.85 km2

### 土地利用
島には平地は乏しく、海岸に沿って集落が形成され、人家が密集している。背後の山の頂上付近にまで果樹園が展開されている。

### 島名の由来
島根県津和野からの移住者が多かったからとする説があるが不詳。

## 自然
花崗岩質。

## 歴史
時期不詳ながら、島に人が住み着いたのは北岸の氏神鼻と呼ばれる付近であり、八幡神社もおかれていた。やがて、北西方向の季節風を避けるため、現在の集落のある島の南東岸に移り住むようになったという。
中世
- 中世以来、瀬戸内海航路の要衝の一つであった。
- 島の中央の小高い「旗山」は村上水軍が幟旗を掲げていたことに由来する。

　藩政期
- 藩政期は松山藩に属し、参勤交代に向かう松山藩主の御茶屋が港におかれていた[3]。跡地は今でも残る[4]。江戸時代安永5年（1776年）の石高は約140石[5]。

明治以降
- 1903年（明治36年） - 漁協設立
- 1945年（昭和20年）8月9日 - 沖合で日本海軍の第21号輸送艦（第一号型輸送艦#同型艦）が米軍機の攻撃を受け、発生した火災が積載物の弾薬に引火、爆発、艦艇は島の浜に突っ込み座礁。住民が救出活動に当たったが死亡者多数。この事故の慰霊のため「平和の碑」が海辺に立てられている。外部リンクに掲載のYouTube参照。
- 1956年（昭和31年） - 西沖合で朝鮮戦争に従事した連合軍が投棄した砲弾類が海中から引き揚げられる。[1]
- 1959年（昭和34年） - 簡易水道設置[1]

## 社会

### 行政区画
1889年（明治22年）、町村制施行により周囲の島々とともに風早郡（1897年より温泉郡）神和村に属していたが1959年（昭和34年）に合併により中島町となり、2005年（平成17年）に松山市に編入された。

### 地域・集落
平地は乏しく、島の南東岸にの竜ヶ口鼻と常燈鼻の間に形成された湾に集落が形成され、人家が密集している。集落としては一か所。港付近の古い民家では間口は狭いものの奥行きが長い造りの建物が多い。小学校は集落から南西方向にやや離れた海岸沿いに位置する（休校中）。

### 人口
- 1895年（明治28年）　266戸、1491人
- 1911年（明治44年）　285戸、1556人
- 1934年（昭和9年）　285戸、1604人
- 1946年（昭和21年）　1758人
- 2010年（平成22年）　世帯数184、人口 383人国勢調査。
- 2017年（平成29年）3月 約270人[6]。[注釈 2]
- 2020年（令和2年）124世帯、人口　225人（男105、女120）国勢調査

### 学校
小学校は1校。松山市立津和地小学校
2015年度には児童2名が在校していたが、2017年（平成29年）3月に卒業して休校に。
- 中学校　島内にはない。津和地中学校は1961年（昭和36年）5月中島中学校と名目統合、分教場として運営、1963年（昭和38年）実質統合[7]。

### 公共（的）施設
- 港　津和地漁港。中島汽船の旅客船・フェリーが寄港する（下記）。
- 上水施設

瀬戸内海特有の温暖ながら少雨の気候により水資源に恵まれていないため、飲料水の貯水と導水を兼ねた地下トンネルを建設。表流水を自然流下で水をため、給水する仕組み。
- 診療所 - 決まった曜日に他島から医師が通って来る
- 保育所

### 文化
- 風待ち港として

津和地は中世の頃から、風待ちの港として栄えてきた。位置的に上関から屋代島の南側を東に向かうと本島があり、島影となる港は風待ちに好適であった。一方、東方面へは大崎下島の御手洗港や木江港へと向かう航路のほか、やや北に振って倉橋島を経由して蒲刈（下蒲刈島）へ向かう航路とがあった。
今日、当時の様子をうかがわせるものは数少なく、お茶屋跡の碑（「お」はひらかな書き）が保育所の一角にある。
- 祭礼 - 秋祭りにはだんじり、神輿が出る。島の規模に比べて賑やかな祭り。

## 産業
主力は柑橘栽培（柑橘農業）、たまねぎ栽培。たまねぎは平成3年台風第19号による塩害により果樹が打撃を受けたことを受け、島の気候や土質に合い塩害にも強いたまねぎ栽培の作付面積が増加していった。
水産業としては、付近の海域は魚種が豊富で鯛、鰯、蛸、ヒジキ等の漁獲あり。港にタコつぼが並び、独特の景観を形成していた。近年では、規模は大きくはないものの魚類養殖もおこなわれている。

## 交通
- 中島汽船の運航による津和地港から発着する便が、島外との唯一の交通手段である。「西線」と称される松山港（高浜港）からいくつかの港を経由しつつ島々を回る高速艇・カーフェリーが発着している。

## 名所・名産
- たまねぎ - 上記のとおり1991年の台風の被害後、栽培が盛んになったものであるが、津和地島の玉ねぎは松山市の「ふるさと納税」の返礼品の一つにもなっている。また、テレビ番組「満天☆青空レストラン」でも取り上げられたことがある（344　「新たまねぎ　in　愛媛県津和地」）

## 出身の著名人
- 金子正次